# Varvara, Burgas
Varvara (în bulgară Варвара) este un sat în comuna Țarevo, regiunea Burgas,  Bulgaria. 

## Demografie
Componența etnică a satului Varvara
     Bulgari (71,53%)
     Romi (23,84%)
     Nicio identificare (3,46%)
     Altele (1,15%)
La recensământul din 2011, populația satului Varvara era de 260 locuitori. Din punct de vedere etnic, majoritatea locuitorilor (71,53%) erau bulgari, cu o minoritate de romi (23,84%). Pentru 3,46% din locuitori nu este cunoscută apartenența etnică.